# Endre Gyulay

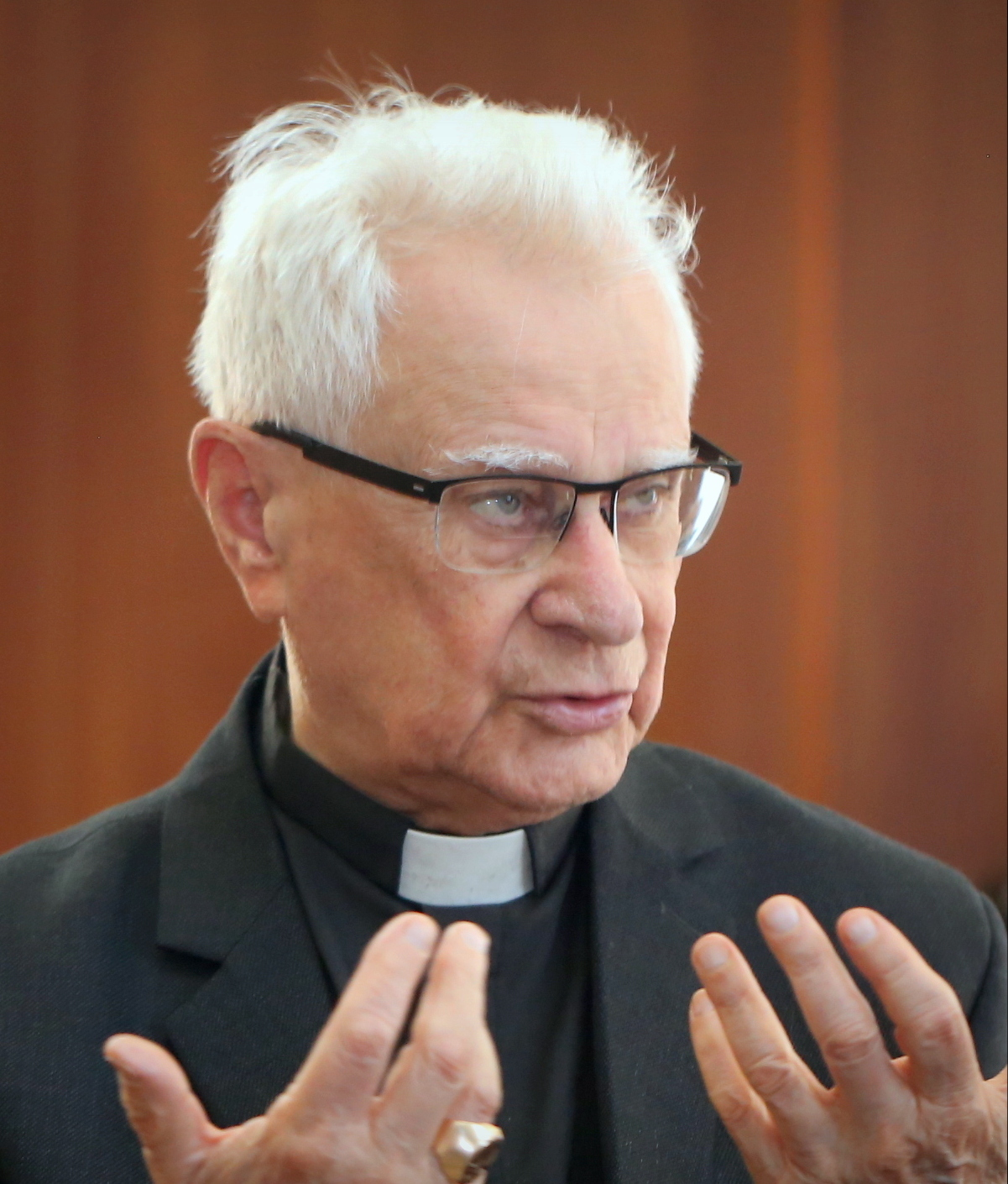
Endre Gyulay (2018)

Endre Gyulay (* 17. September 1930 in Battonya, Komitat Békés; † 3. August 2024 in Szeged) war ein ungarischer Geistlicher und römisch-katholischer Bischof von Szeged-Csanád.

## Leben
Endre Gyulay empfing die Priesterweihe am 7. Juni 1953 für das Bistum Csanád.
Er wurde am 5. Juni 1987 von Papst Johannes Paul II. zum Bischof von Szeged-Csanád ernannt. Die Bischofsweihe spendete ihm der Erzbischof von Esztergom, László Paskai,  am 4. Juli desselben Jahres in der Kathedrale von Szeged. Mitkonsekratoren waren der Erzbischof von Kalocsa, László Dankó, und sein Vorgänger als Bischof von Szeged-Csanád, József Udvardy.
Papst Benedikt XVI. nahm am 20. Juni 2006 seinen altersbedingten Rücktritt an.